# Sant Vicenç de Castellet
Sant Vicenç de Castellet – gmina w Hiszpanii, w prowincji Barcelona, w Katalonii, o powierzchni 17,38 km². W 2011 roku gmina liczyła 9314 mieszkańców.